# Antonio D’Amico
Antonio D’Amico (ur. 20 stycznia 1959 w Mesagne, zm. 6 grudnia 2022 w Manerba del Garda) – włoski model oraz projektant mody.

## Życiorys
Urodził się w Mesagne we włoskiej prowincji Brindisi, później mieszkał w Mediolanie. Jego pierwszą podjętą pracą było stanowisko administratora biura w niepełnym wymiarze godzin. Spotkał Gianniego Versace w 1982 roku, w tym czasie pracował jako projektant linii Versace Sport. D’Amico prowadził później własną firmę zajmującą się projektowaniem mody.
W testamencie Versace pozostawił D’Amico dożywotnią emeryturę w wysokości 50 milionów lirów miesięcznie oraz prawem do zamieszkania w dowolnym domu Versace we Włoszech i Stanach Zjednoczonych. Jednak, ponieważ nieruchomości pozostawione D’Amico w testamencie Gianniego faktycznie należały do firmy, domy należały do siostry Versace Donatelli, brata Santo i jego siostrzenicy Allegry. Po wynegocjowaniu umów z prawnikami D’Amico uzyskał ułamek emerytury i ograniczone prawo do zamieszkiwania w posiadłościach Gianniego. Relacje D’Amico z resztą rodziny Versace nie zawsze były łatwe; Donatella powiedziała w marcu 1999 roku: „Moja relacja z Antonio jest dokładnie taka, jaka była za życia Gianniego. Szanowałam go jako chłopaka mojego brata, ale nigdy nie lubiłam go jako osoby. I mój stosunek do niego pozostał taki sam”.
D’Amico był osobą homoseksualną, był w stałym związku trwającym 15 lat z Giannim Versace. Zmarł 6 grudnia 2022 roku w Manerba del Garda, miał 63 lata.

## W kulturze popularnej
Postać D’Amico pojawiła się w filmach The Versace Murder Oscara Torre (1998), i House of Versace Stefano DiMatteo (2013) oraz serialu American Crime Story (2018), gdzie postać Antonio D’Amico grał Ricky Martin. Martin za tę rolę był nominowany do nagrody Emmy dla najlepszego aktora drugoplanowego.